# 阿尔比亚诺
阿尔比亚诺（義大利語：Albiano），是意大利特伦托自治省的一个市镇。总面积9平方公里，人口1508人，人口密度167.6人/平方公里（2009年）。ISTAT代码为022002。

## 友好城市
- 巴西里奥杜斯塞德鲁斯 2008年